# Schanzenstraße
Die Schanzenstraße ist eine Straße im Hamburger Stadtteil Sternschanze. Sie erhielt ihren Namen nach der ehemals benachbarten Verteidigungsanlage Sternschanze. Sie ist heute ein zentraler Straßenzug des so genannten Schanzenviertels.

## Lage und Geschichte
Die Schanzenstraße verläuft von Norden nach Süden in einem leichten Bogen zwischen der Straßenkreuzung Altonaer Straße/Weidenallee/Kleiner Schäferkamp und dem Neuen Pferdemarkt. Früher trug nur das nördliche Drittel der heutigen Schanzenstraße diesen Namen; der südliche Teil hieß von 1841 bis etwa 1900 „Neue Rosenstraße“. Die heutige Nummerierung der Häuser beginnt im Süden mit der Nummer 1 und endet im Norden mit der Nummer 125.
Mit dem Bau der Hamburg-Altonaer Verbindungsbahn wurden Schanzenstraße und Neue Rosenstraße 1885 ca. 100 Meter nach Westen verlegt. Dies hing vermutlich mit Erweiterungen der Gütergleis-Anlagen des Bahnhofs Sternschanze zusammen.
Am südlichen Ende der Straße, heute auf Höhe der Hausnummern Schanzenstraße 1 bis 7, verlief ein kurzes Stück der Grenze zwischen der Stadt Hamburg und der damals noch selbständigen Stadt Altona. Noch heute sind dort im Pflaster die historischen Grenzmarkierungen mit den Buchstaben [A|H] für Altona und Hamburg vorhanden. Auf Höhe der heutigen Hausnummer 7 knickte die Grenze nach Nordwesten zum Schulterblatt ab und trennte auf diese Weise den so genannten „Hamburger Hof“ zwischen den beiden Straßen ab.

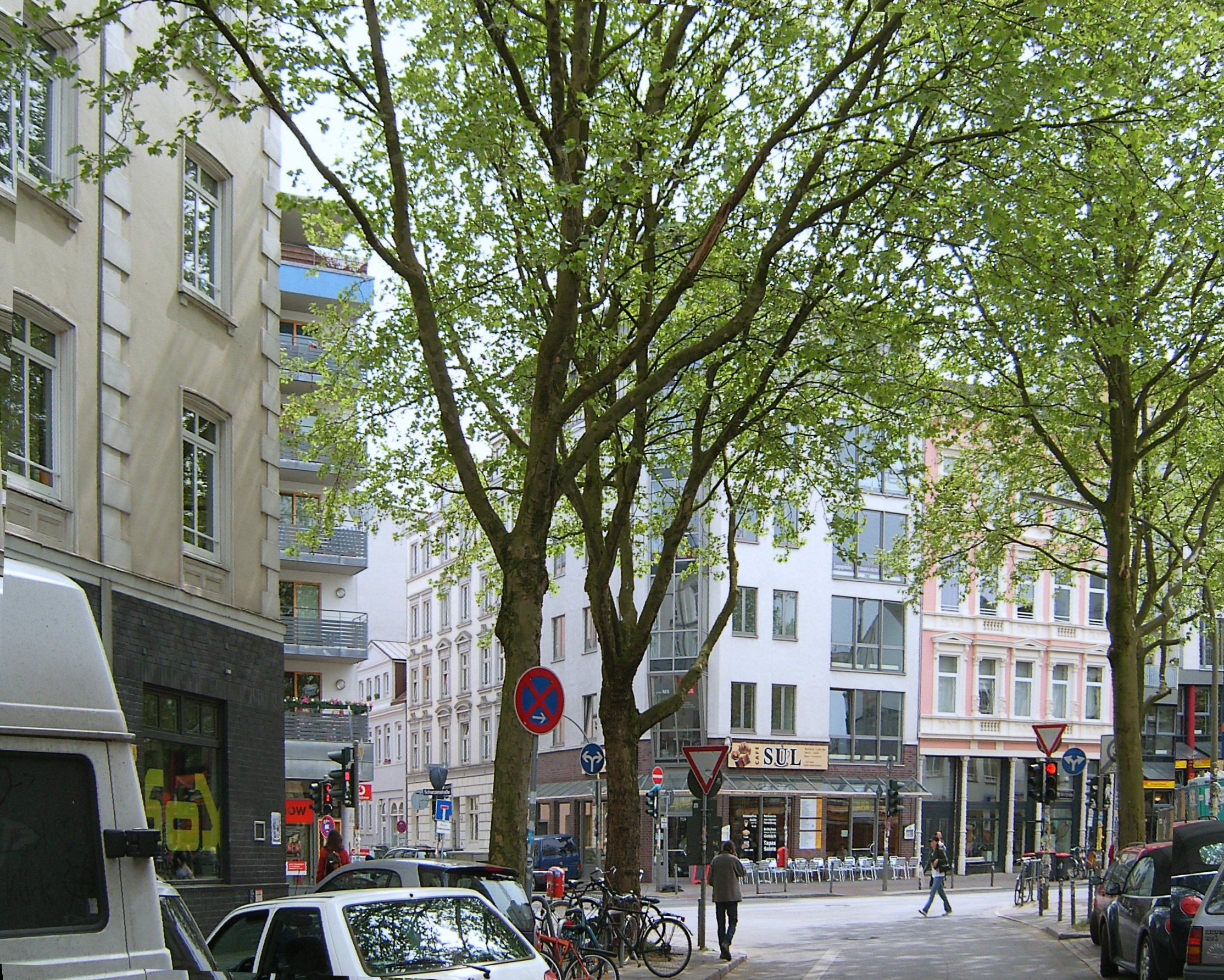
Schanzenstraße
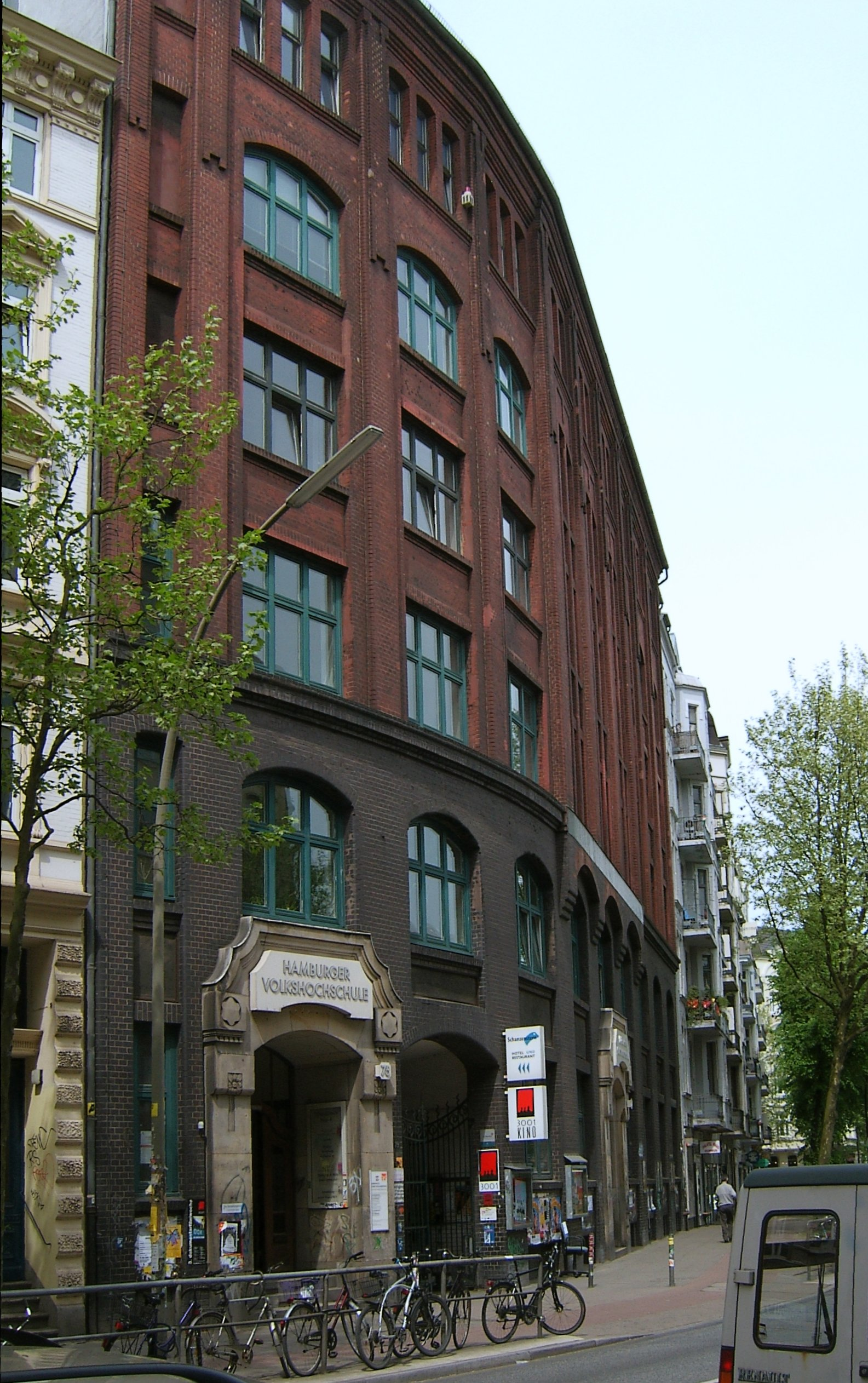
Montblanc-Haus
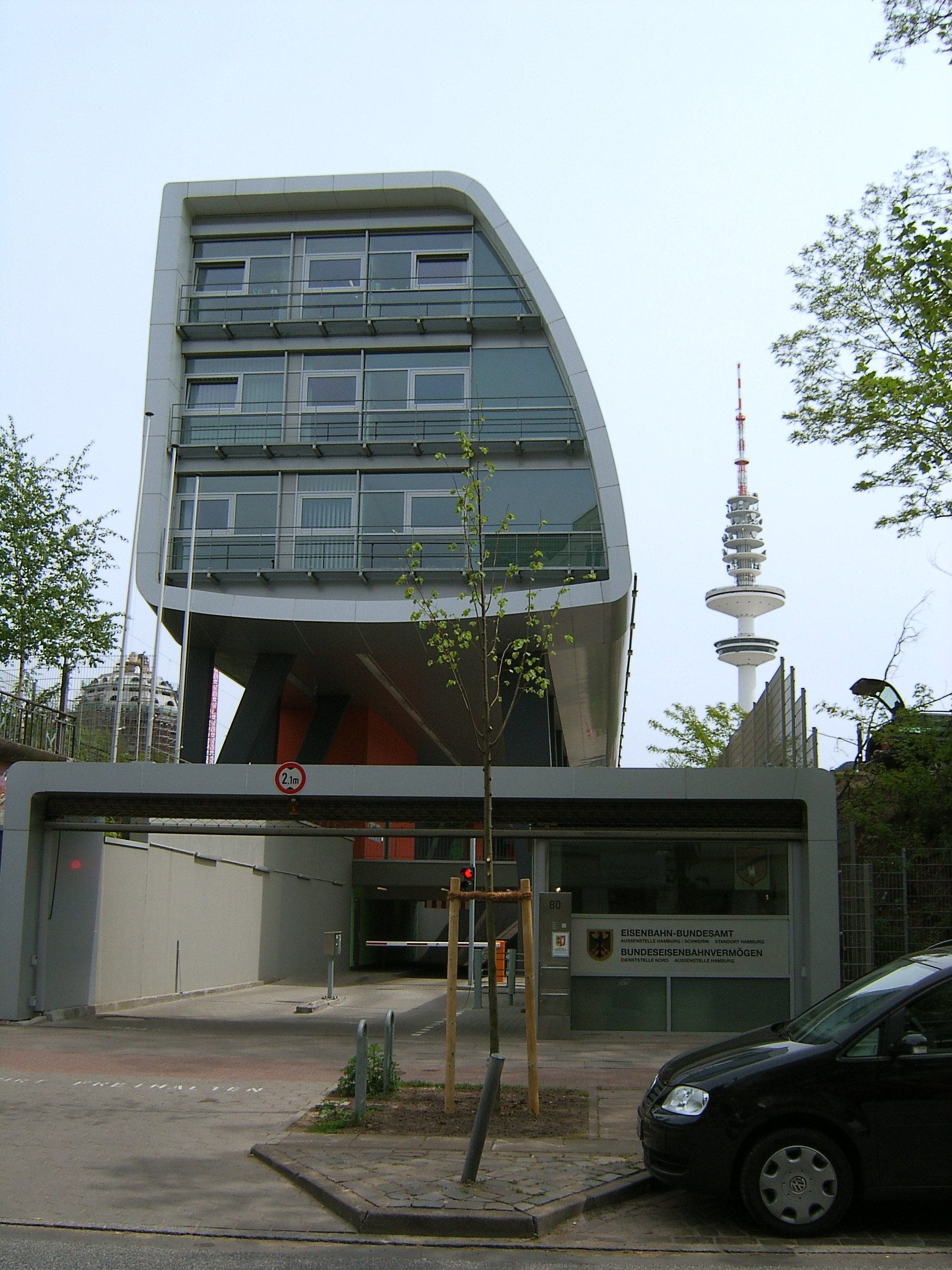
Eisenbahn-Bundesamt
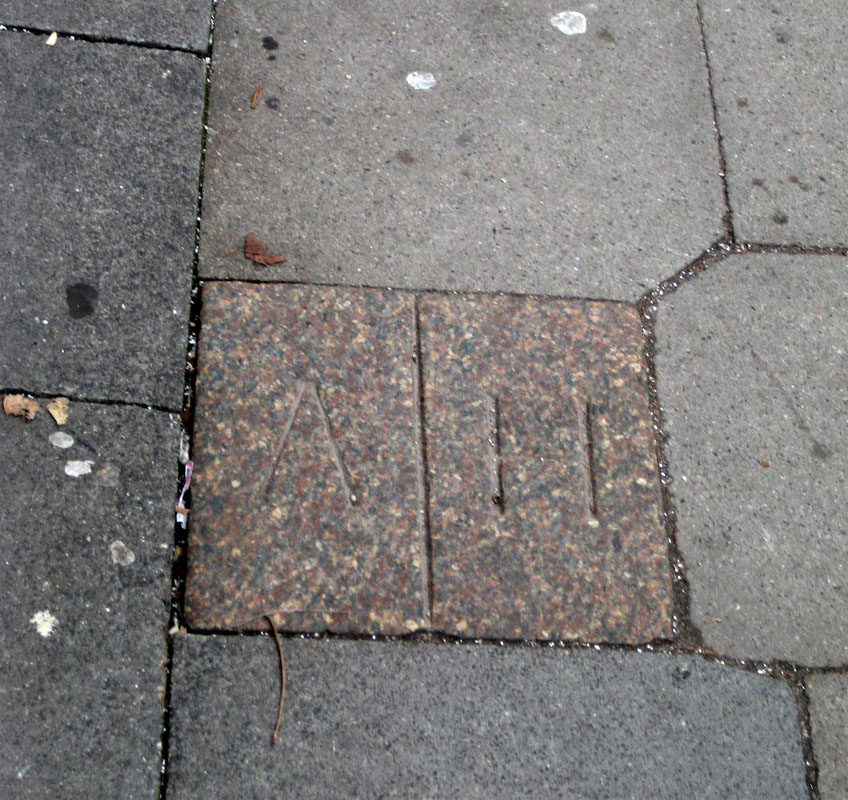
Alte Grenzmarkierung im Gehwegpflaster

## Nutzung
Der zuvor schon in der „Neuen Rosenstraße“ begonnene und bis weit ins 20. Jahrhundert sich hinziehende Stadtumbau führte zu einer heterogenen Mischung von Wohnbebauung und Gewerbebetrieben in sehr unterschiedlichen Gebäuden. Dazu gehörte ursprünglich auch Hagenbeck’s Tierpark mit einem Standort an der von Osten einmündenden Ludwigstraße, wobei als Zugang zu „Hagenbeck’s Thierpark“ der Torweg der Augustenpassage diente, direkt neben Hagenbecks Wohn- und Kontorhaus Neuer Pferdemarkt 13.
Viele Gewerbebetriebe hatten einen Bezug zum nahegelegenen Hamburger Schlachthof. Seit 1867 gab es einen „Zwang für die Schlachter der inneren Stadt, nur noch im öffentlichen Schlachthause zu schlachten“. Dieser Zwang wurde jedoch häufig umgangen.
1903 wurde der Bahnhof Sternschanze an die Schanzenstraße verlegt. Er ist heute eine stark frequentierte Haltestelle der S-Bahn Hamburg. Bis etwa 1970 hielten hier auch Fernzüge an einem eigenen Bahnsteig, der heute stillgelegt und weitgehend zurückgebaut ist. Neben dem Bahnhof wurde 2008 ein neues Gebäude der Hamburger Außenstelle des Eisenbahnbundesamts in Betrieb genommen.
Seit 1908 hat die Schreibwarenfabrik Montblanc ihren Stammsitz in Hamburg. Fabrik- und Verwaltungsgebäude der Firma war bis 1989 die Schanzenstraße 75. Das Montblanc-Haus ist mit seiner markanten Backsteinfassade und der holzgepflasterten Hofdurchfahrt heute denkmalgeschützt und wird seit 1991 von der Hamburger Volkshochschule genutzt.